# The Moorlough Shore
"The Moorlough Shore" é uma tradicional música irlandesa.

## Versões
- Paddy Tunney do álbum Man of Songs (1963)
- Peta Webb do álbum I Have Wandered in Exile (1973)
- The Boys do álbum Regrouped (1980)
- Dolores Keane do álbum Lion in a Cage (1989)
- Caroline Lavelle do álbum Spirit (1995)
- Patrick Street do álbum Corner Boys (1996)
- Susan McKeown do álbum Lowlands (2000)
- Sinéad O'Connor do álbum Sean-Nós Nua (2002)
- Emm Gryner do álbum Songs of Love and Death (2005)
- The Corrs do álbum Home (2005)